# Поточище

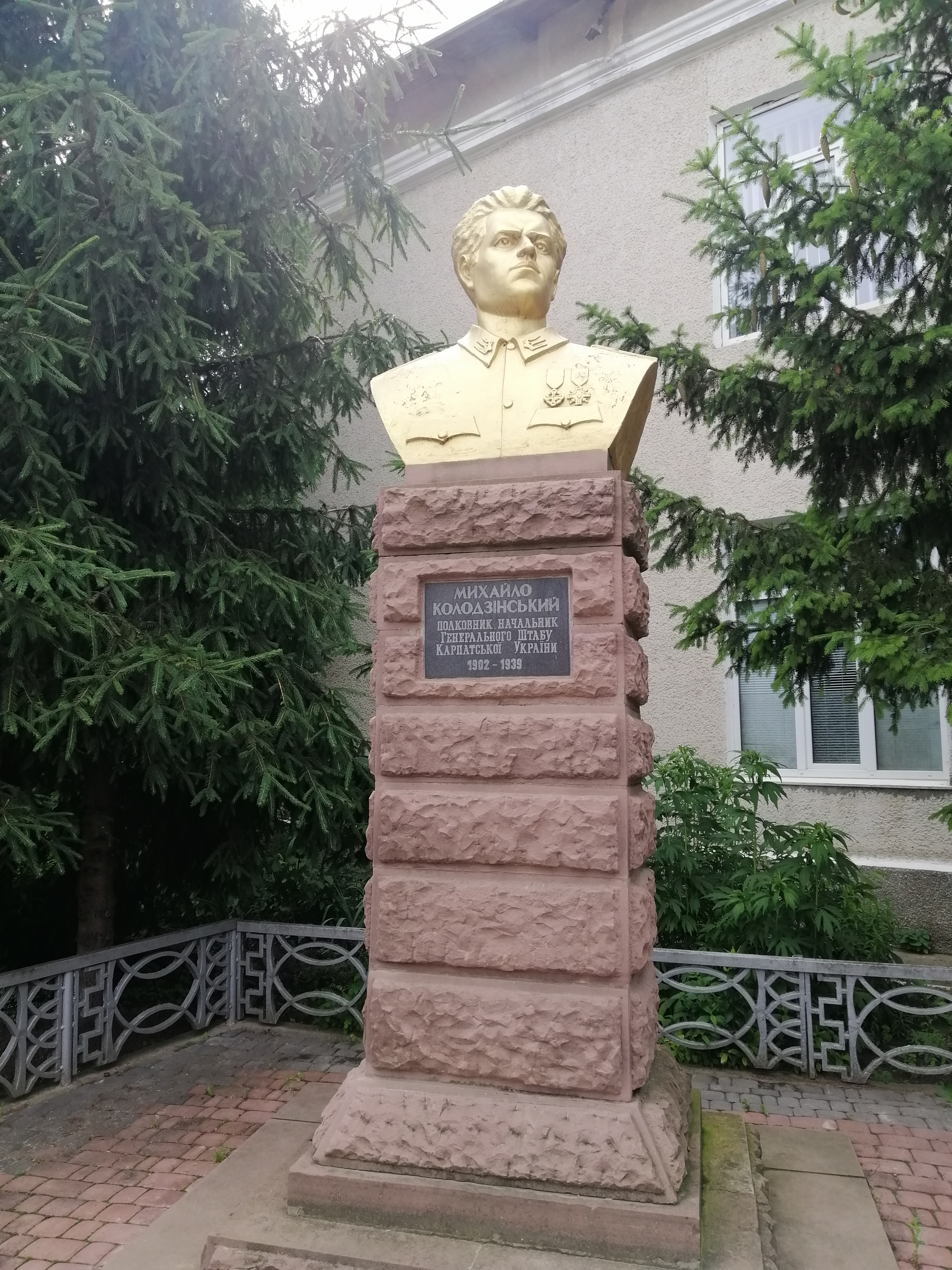
Пам'ятник Михайлу Колодзінському в селі Поточище

Пото́чище — село в Україні, у Городенківській громаді Коломийського району Івано-Франківської області.
Відповідно до Розпорядження Кабінету Міністрів України від 12 червня 2020 року № 714-р «Про визначення адміністративних центрів та затвердження територій територіальних громад Івано-Франківської області» увійшло до складу Городенківської міської громади.

## Опис
Село знаходиться на правому березі Дністра, за 10 км від  міста Городенка. Населення — 1000 осіб.

## Історія
На території села виявлено поселення трипільської культури, кілька пам'яток доби бронзи та поселення перших століть нової ери.
За Королівською люстрацією 1565 року в селі налічувались 15 господарів, отаман і піп (отже, була й церква),
Позначене на карті Боплана (серед. 17 ст), але його назва не вказана. На карті 1-го австрійського знімання вказана назва села Potoczyska. Через село проходить давній шлях, який вів до переправи на Дністрі, що функціонувала більше 3-х століть.
В дорадянський час називалося Поточиське.
7 червня 1946 року указом Президії Верховної Ради УРСР село Поточиське Чернелицького району перейменовано на село Поточище і Поточиську сільську раду — на Поточищенська.
За радянської влади в селі був колгосп ім. Пархоменка, основний виробничий напрям якого — рільництво. Господарство мало понад 2430 га землі.
Міст через Дністер до Устечка визнаний наймальовничішим в Україні.

## Сьогодення
У Поточищі є середня школа, дитячий садок, (не працює), будинок культури, спортивний зал, бібліотека, медичний пункт, церква, костел, стадіон.

## Населення

### Мова
Розподіл населення за рідною мовою за даними перепису 2001 року:
| Мова       | Кількість | Відсоток |
| ---------- | --------- | -------- |
| українська | 1511      | 99,93 %  |
| румунська  | 1         | 0,07 %   |
| Усього     | 1512      | 100 %    |

## Поточищенська ЗОШ I—III ст

### Історія
Освітній заклад у Поточищі бере свої основи від 1870-х, коли там було кілька класів, а діти навчалися по сільських хатах. Всього ж на початку минулого століття на Станіславщині було чотири середніх та кілька семирічних шкіл. 1900 року в селі мешкало 2800 чоловік, тож і постало питання про будівництво приміщення. Ґазда Шлемко віддав для його зведення частину своєї господарки. Управитель школи та сільський війт зорганізували свідоме селянство, на зібрані кошти були заготовлені камінь та дерево, а для виробництва цегли (її треба було понад сто тисяч штук) навіть спорудили міні-завод. Збудували із розмахом: у добротній двоповерховій споруді, покритій оцинкованною бляхою, було передбачені класи, житло для директора та господарські приміщення. Тож просвітницька робота в селі здійнялася з новою силою! Був у Поточищі навіть філіал училища рільництва й вівчарства. Проводячи екскурс історією села, директор школи Дмитро Осадчук розповів, що в селі пишаються відомими вихідцями із Поточища, а зокрема Іваном Федаком, Денисом Гевком, Теодором Матейком, Теодором Юськівим, Михайлом Колодзінським, доктором медицини Володимиром Микуляком, священиком Петром Гулиним. Чимало поточищенців долучилися до прослави нашого краю в еміграції, і серед них — викладач Лондонського університету Любомир Гуцуляк, королівський радник, фундатор Українського Дому в Торонто Іван Гуменюк. Мало й за панування Польщі Поточище здібних педагогів, кожен із яких працював чимало не лише на розбудову всього села, ведучи просвітницьку роботу.
Після ІІ світової війни нова генерація вчителів впроваджувала нові освітні ідеї. Кількість учнів сягала пів тисячі, тож постало питання про розширення шкільних приміщень. За рахунок колгоспних та громадських коштів у 1960 році було завершене будівництво другого крила навчального закладу. Докладалися до цієї нелегкої праці як тодішній директор школи Іван Скрипенко, так і практично весь колектив. Як пригадує голова Львівської обласної ради профспілки працівників ЖКГ, місцевої промисловості та побутового обслуговування, колишній випускник Поточищенської альма-матер, «золотий» медаліст Богдан Козло, мама якого працювала тут прибиральницею впродовж сорока років, роботи було так багато, що залучали й учнів. У 1987—1988 роках газифікували село. Дирекція школи вирішила взяти в місцевому колгоспі значну площу цукрових буряків, і за зароблених шість тонн цукру придбали газові котли й обладнання та перевели на газове опалення приміщення. Заслуга колишнього директора школи Тараса… в тому, що була побудована шкільна їдальня. 1983 року новий директор Дмитро Осадчук, заставши гарний діловий колектив, взявся за технічне оснащення класів.
Тодішній колгосп, голова колгоспу Василь Григорчук допомагав школі, зокрема було заасфальтоване шкільне подвір'я, оновлені стіни навчального закладу, придбані, перші в районі, комп'ютери. А все завдяки тому, що учні та вчителі заробляли кошти для цього на колгоспних полях.

### Випускники школи
Заслуга всіх поточищенців, що загальноосвітня школа є окрасою села та осередком знань. Бо ж хіба перелічиш усіх випускників, серед яких є визнані вчені, відомі медики, юристи, педагоги, вчителі, священики, інженери, як, наприклад, головний металург науково-методичного центру «Титан» інституту електрофізики імені Патона Дмитро Савчинський.

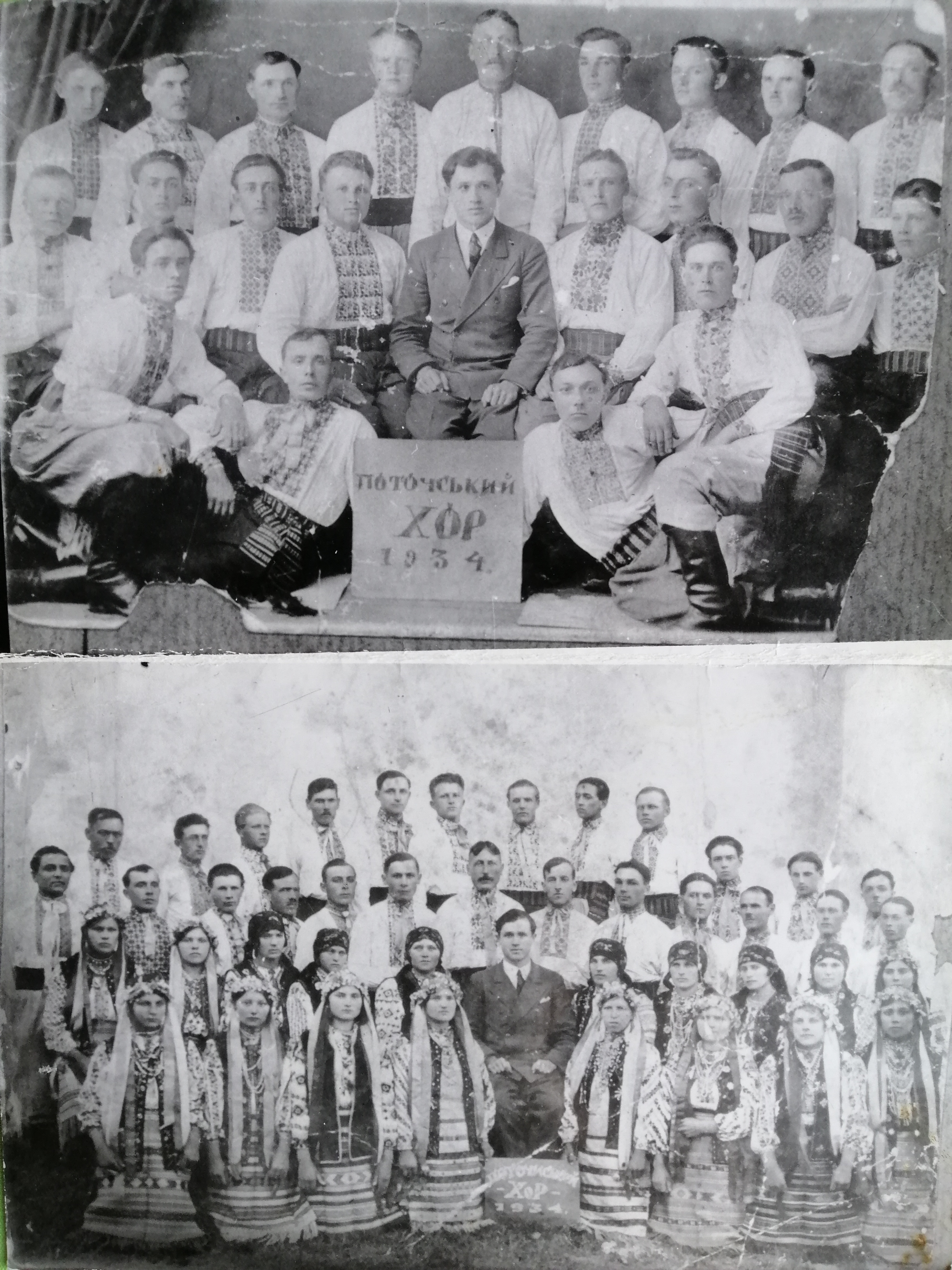
Поточиський хор в 1934 році

Випускник 1949 року Петро Козло — доктор біологічних наук, профессор, академік Міжнародної академії біології. Серед когорти медиків — заслужені лікарі України ортопед-травматолог інституту травматології АМНУ Андрій Ковальчук та мануальний лікар-травматолог Дмитро Горічок, знані Володимир Тимчук, Богдан Ємчук. Вчені, як от викладач Тернопільської фінансової академії Василь Мельниченко, член-кореспондент Академії мистецтв України Дарія Приймак, яка разом зі своїм чоловіком, також викладачем Косівського інституту декоративно-ужиткового мистецтва, подарувала школі власні роботи з живопису, викладач Прикарпатського юридичного інституту Роман Володимирович Мартинюк.
Серед суддів — Петро Козло, Марія Запотічняк, а ще — військовики, державні службовці. А ще — заслужений працівник культури України Роман Осадчук. Почесне місце серед випускників займають аграрії, і серед них — два заслужених працівники сільського господарства Василь Савіцький, Володимир Базкевич.
Зрештою, школа завжди трималася на меценатах. А ще — на тих її випускниках, які із вдячністю в серці йшли і знову йтимуть до своєї альма-матер, щоб віддати шану тим, хто вивів їх у світ широкий, дав основи знань і велике бажання йти вперед до високих наук. Це отець-парох церкви Архистратига Михаїла о. Юрій Гречин, о. Олег Федак, завідувач стоматполіклінікою в м. Чернівцях Петро Федак, завідувач кафедри Тернопільського аграрного університету Василь Мельниченко, завуч однієї з обласних шкіл Марія Живачівська, завідувач лорвідділу обласної дитячої лікарні Володимир Семенюк, підприємці Леся, Володимир та Петро Дощаків. Велика поточищенська «діаспора» у Львові — а зокрема директор ТОВ «Євроекоскоп», визнаної найкращою в Україні, президент українсько-польської правничої компанії Петро Буджак.
Поточищенська школа й нині гідно тримається серед передових навчальних закладів краю. В її стінах працюють вчителі-методисти, старші з вищою категорією педагоги. Учні традиційно посідають призові місця на предметних олімпіадах, є переможцями різноманітних конкурсів. Перша писемна згадка про село є в документах 80-х років XVIII століття.

## Відомі люди

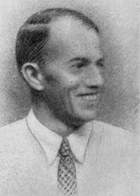
Колодзінський Михайло

- Михайло Колодзінський (псевда: «Гузар», «Кум», 26 липня 1902, Поточище — 19 березня 1939, Солотвино) — визначний діяч УВО та ОУН, начальник Генерального штабу Карпатської Січі (19.01.1939—19.03.1939), Верховний Командант Збройних Сил Карпатської України (16-19.03.1939), полковник.[8]
- Теодор Юськів — співак-баритон
- Луціан Бекер (1852—1921) — архітектор, уродженець Поточища.[9]
- Валеріан Вікторин Дідушицький — дідич, граф, помер тут
- Теодор Гуменюк